# Ultraseven (personaggio)
Ultraseven (ウルトラセブン?, Urutora Sebun) è un personaggio televisivo immaginario protagonista della serie televisiva omonima.

## Caratteristiche
Ultraseven, a differenza della maggior parte degli Ultramen, non ha un Color Timer, quindi non soffre del limite di tempo causato dalla scarsa energia solare. Ma la piccola sfera verde che ha sulla fronte inizia a lampeggiare quando subisce dei gravi danni. Ultraseven è alto 40 metri e pesa 15 000 tonnellate. Possiede inoltre le seguenti capacità:
- Velocità in volo: Mach 7.
- Velocità in corsa: 700 km orari.
- Velocità in nuoto: 769 km orari.
- Distanza in salto: 2300 metri.
- Luogo di origine: Terra della Luce, Nebulosa M-78 a 2 000 000 di anni luce dalla Terra.
- Strumento per trasformarsi: l'Ultra Eye.

Oltre a ciò, Ultraseven è in possesso di altri poteri:
- Eye Slugger: L'Arma preferita di Ultraseven. Ultaseven rimuove la sua cresta dalla testa e la usa come boomerang tagliente che affetta facilmente i mostri.
- Raggio Emerium: Ultraseven spara dalla sfera che ha sulla fronte, un raggio verde capace di distruggere alcuni mostri in un solo colpo.
- Wide Shot: L'Arma più potente di Ultraseven. Dopo aver assorbito dell'energia dall'aria con il suo petto, Ultraseven forma una L con le braccia (con il braccio sinistro in alto e il suo braccio destro piegato) e spara un raggio molto potente capace di far esplodere i mostri in un colpo solo.
- Telecinesi: Ultraseven può usare la telecinesi per far fluttuare oggetti o mostri e guidare la traiettoria dello Eye Slugger.
- Barriera: Ultraseven può formare una barriera di energia che lo protegge dagli attacchi nemici.
- Mostri Capsula: Quando è impossibilitato di trasformarsi, Dan usa delle capsule dalle quali fuoriescono dei mostri che combattono al suo posto. Dan ha tre mostri; Mikulas (un mostro gobbo e cornuto), Windam (un gigantesco robot umanoide) o Agira (un mostro simile a un dinosauro). Il concept dei Mostri Capsula verrà utilizzato di nuovo in Ultraman Mebius.
- Ring Shot: Unendo i palmi delle mani puntate in avanti, Ultraseven spara un raggio ad anelli che può trapassare i mostri.
- Ultra Splitter: Ultraseven può creare copie tridimensionali di se stesso per confondere i nemici, ma questa mossa richiede molta energia.
- Miniaturizzazione: Ultraseven può diventare piccolo come un batterio.
- Ricarica solare: Quando è a corto di energia, Ultraseven vola verso il sole e assorbe la sua energia per ricaricarsi.
- Knock Tactis: Ultraseven lancia dalle dita piccoli proiettili di energia. Può sparare questi colpi in rapida successione.
- Flat Palm Blast: Ultraseven spara piccole bombe energetiche dal palmo delle mani.
- Stringa d'energia: Ultraseven può creare un raggio simile a una stringa che usa per immobilizzare il nemico.
- Super Eye Slugger: Ultraseven può fermare il suo Eye Slugger a mezz'aria e spararlo con un colpo di energie per un attacco più potente.
- Plus Beam Cutter: Ultraseven emette una croce di energia con effetti taglienti.

## Storia
Ultraseven è un guerriero della Terra Della Luce nella Nebulosa M-78, lo stesso luogo di origini di Ultraman.
All'inizio era stato mandato a mappare la Via Lattea per poi visitare un pianeta che lo affascinava: la Terra. Alla sua prima visita, Ultraseven salva la vita ad uno scalatore di montagna chiamato Jiro Satsuma, che era quasi precipitato.
Invece di fondere i due corpi come ha fatto Ultraman con Hayata nella serie precedente, Ultraseven assume le sembianze di Jiro ma con degli abiti più casual e si rinomina Dan Moroboshi per evitare confusione.
Dan si unisce alla Ultra Guard come sesto membro, ma all'ignaro dei suoi compagni, salverà spesso la situazione trasformandosi nella sua forma originale di Ultraseven, che verrà considerato il settimo membro onorario dell'Ultra Guard.